# 仮説上のテクノロジー
仮説上のテクノロジー（Hypothetical technology）とはまだ存在していないが、将来的に存在し得るテクノロジーのことである。 この記事では、仮説や提案はあるが、まだ開発されていないテクノロジーの例を紹介している。仮説上のテクノロジーの例として、テレポーテーションがある。

## 汎用人工知能
汎用人工知能 (AGI) は仮説的な人工知能であり、人間のような学習能力を持っている。AGIは、機械的な効率性で、人間の活動全てをこなすことができる。AGIの発明は人工知能研究の主要な目標であり、SF作家や未来学者の間での共通のトピックである。汎用人工知能は、強いAI (strong AI)、完全なAI (full AI) とも呼ばれる。他にも、「汎用的な知的行動」を遂行する能力を持つAIと呼称される。AGIは意識、感性、知恵、自己認識といった生物に見られる特徴と関連している。

## マインド・アップローディング
全能エミュレーション (WBE: Whole Brain Emuration)あるいは、マインド・アップローディング (精神転写、精神転送とも)とは、特定の脳基質から、計算デバイスやストレージに、長期記憶や「自己」といった精神的なものを転写する仮説的な過程である。転写先には、デジタル、アナログ、量子ベース、あるいはソフトウェアベースの人工ニューラルネットワークなどが考えられる。転写先の計算デバイスは、脳の情報処理のシミュレーションモデルを実行でき、それにより、本質的に元の脳と同じ方法で応答し、意識ある心のように経験することができる。ことができる。すなわち、あらゆる意味において、元の脳と区別することができない。
マインド・アップローディングを実現し得る手法は最低でも二種類あり、「転写からの転送」と、「ニューロンの段階的置換」である。前者の手法では、生物学的な脳の顕著な特徴をスキャン、マッピングし、コンピュータ・システムや他の計算デバイスにその情報の状態を転写、転送することによって、マインド・アップローディングが実現される。シミュレートされた精神は、解剖学的な3D肉体シミュレーションモデルによって仮想現実やシミュレートされた世界に入ることができる。その他には、コンピュータの内部あるいは、それと接続されたヒューマノイドロボットや生物学的肉体の中で生活することができる。

## 宇宙飛行
宇宙飛行には多くの形態が提案されているが、現時点ではまだ実現されていない。しかし、実現可能と考えられているものがある。宇宙エレベーターのように活発に開発が進められているものもあれば、核爆弾推進システムであるオリオン計画のように、完全に机上の空論であるものもある。実際には、オリオン計画は既存の技術で完全に達成可能と考えられているが（障害は技術的なものではなく、環境的および政治的なものである）、一方、宇宙エレベーターは非常に高い比強度を持つケーブル材料の開発に依存している。

### 宇宙エレベーター
宇宙エレベーターは、提案されている宇宙輸送システムの一種である。その主成分は、惑星表面またはその近くから宇宙に伸びるリボン状のケーブル（テザーとも呼ばれる）である。これは、大型ロケットを使用せずに、ケーブルに沿って車両を宇宙または軌道に直接輸送できるように設計されている。地球を拠点とする宇宙エレベーターは、一方の端が赤道付近の地表に接続され、もう一方の端が静止軌道（高度35,800 km）を越えた宇宙にあるケーブルで構成される。下端で強い重力と、上端で強い外向き/上向きの遠心力という競合する力が、ケーブルを張力の下で維持し、地球上の単一の位置で静止させる。一度展開されると、テザーは機械的な手段によって繰り返し軌道まで上昇し、軌道から地表に戻るために下降する。
比較的強い重力を持つ地球では、現在の技術では、宇宙エレベーターを構築するのに十分な強度と軽さを備えたテザー材料を製造することはできない。しかし、宇宙エレベーターの最近のアイデアは、テザー設計の引張要素としてカーボンナノチューブまたは窒化ホウ素ナノチューブベースの材料を使用する計画で注目されている。

### 回転式スカイフック
回転式スカイフック、または運動量交換テザーは、宇宙エレベーターの概念に関連するアイデアの一つであり、推進システムを含む、宇宙テザーの多くの提案された用途の1つである。テザーは重い周回軌道上の乗り物から回転し、ドッキングステーションで重くされた遠端が定期的に地球の大気に突入する。適切なタイミングで、高速航空機は、スカイフックがサイクルの底にあり、地球の表面に対して静止している短い時間の間、貨物と乗客を輸送することができる。

### 太陽帆
太陽帆は光が帆に当たることで生じる運動量を利用する推進システムとして提案されている。太陽帆は大量の燃料を搭載することなく、太陽光を利用して惑星間の移動を実現することができる。地球上の帆船が風に対してタッキングできるように、太陽帆も光の方向に逆らってタッキングすることで外惑星からの帰還を可能にする。
21世紀初頭において、太陽帆は完全に仮説の段階にあった。2010年、日本のIKAROS探査機が太陽帆の概念実証ミッションとして打ち上げられた。この探査機は、太陽帆を主な推進手段として金星のフライバイを成功裏に完了した。

## 参照
1. ↑  Andersen, David; Dawes, Sharon (1991). Government Information Management: A Primer and Casebook. Prentice Hall. pp. 125
2. ↑  Kurzweil, Ray (2005), The Singularity is Near, Viking Press, p. 260 or see Advanced Human Intelligence where he defines strong AI as "machine intelligence with the full range of human intelligence."
3. ↑  “Redirecting”. tedxtalks.ted.com. Template:Cite webの呼び出しエラー：引数 accessdate は必須です。
4. ↑  A framework for approaches to transfer of a mind's substrate
5. ↑  GOERTZEL, BEN; IKLE', MATTHEW (1 June 2012). “INTRODUCTION”. International Journal of Machine Consciousness 04 (1):  1–3. doi:10.1142/s1793843012020015.
6. ↑  COALESCING MINDS: BRAIN UPLOADING-RELATED GROUP MIND SCENARIOS
7. ↑  Koene, Randal A. (1 June 2012). “Fundamentals of Whole Brain Emulation: State, Transition and Update Representations”. International Journal of Machine Consciousness 04 (1):  5–21. doi:10.1142/s179384301240001x.
8. ↑  “Is mind uploading existentially risky? (Part One)”. ieet.org. Template:Cite webの呼び出しエラー：引数 accessdate は必須です。
9. ↑  “uploading - Technoprogressive Wiki”. ieet.org. 2014年1月3日時点のオリジナルよりアーカイブ。2014年3月31日閲覧。
10. ↑  NON-DESTRUCTIVE WHOLE-BRAIN MONITORING USING NANOROBOTS: NEURAL ELECTRICAL DATA RATE REQUIREMENTS
11. ↑  “Archived copy”. 2014年7月23日時点のオリジナルよりアーカイブ。2014年3月31日閲覧。
12. ↑  Sandberg, Anders; Boström, Nick (2008). Whole Brain Emulation: A Roadmap. Technical Report #2008-3. Future of Humanity Institute, Oxford University 2009年4月5日閲覧. "The basic idea is to take a particular brain, scan its structure in detail, and construct a software model of it that is so faithful to the original that, when run on appropriate hardware, it will behave in essentially the same way as the original brain."
13. ↑  George Dyson, Project Orion: The True Story of the Atomic Spaceship, Henry Holt and Company, 2003 ISBN 0805072845.
14. ↑  Nicola Pugno, "A review of the design of superstrong carbon nanotube or graphene fibers and composites", ch. 18 in, Mark Schulz, Vesselin Shanov, Zhangzhang Yin (eds), Nanotube Superfiber Materials, William Andrew (Elsevier), 2013 ISBN 1455778648.
15. ↑  “What is a Space Elevator?”. www.isec.org (2012年4月11日). 2013年12月18日時点のオリジナルよりアーカイブ。2014年3月31日閲覧。
16. ↑  Edwards, Bradley Carl. The NIAC Space Elevator Program. NASA Institute for Advanced Concepts
17. ↑    - Michel van Pelt, Space Tethers and Space Elevators, p. 53, Springer, 2009 ISBN 0387765565.
  - Patrick Barry, "A little physics and a lot of string", pp. 24-29 in, Ray Villard (ed), Changes Within Physical Systems And/or Conservation of Energy and Momentum, The Rosen Publishing Group, 2005 ISBN 1404204040.
18. ↑  Colin R. McInnes, Solar Sailing: Technology, Dynamics and Mission Applications, Springer, 2013 ISBN 1447139925.